# Cantus sororum
Cantus sororum är den särskilda tidegärd som systrarna i den heliga Birgittas klosterorden ber. Cantus sororum är en tidegärdrepertoar, också kallad officiediktning, centrerad kring Jungfru Maria. Den har traditionellt tillskrivits Birgittas biktfar Petrus av Skänninge (död 1378), och innehåller även stycken ur hennes uppenbarelser. Mer riktigt är förmodligen att se den som en liturgi tillkommen under en längre period och färdigställd senast 1430 då Vadstena klosterkyrka invigdes. Den latinska texten är utgiven av A. J. Collins, The Bridgettine Breviary of Syon Abbey, Worchester 1969, samt med svensk översättning av Tryggve Lundén i Den heliga Birgitta och den helige Petrus av Skänninge, Officium parvum beats Marie Virginis, I-II, Uppsala 1976. Den är undersökt källmässigt och teologiskt analyserad av Anders Piltz i "Naturam nostram sublimaverat. Den liturgiska och teologiska bakgrunden till det birgittinska mariaofficiet", i S.-E. Brodd och A. Härdelin (utg.), Maria i Sverige under tusen år, I, Skellefteå 1996, 255-287. Sångpartierna är utgivna av Tuomo Pulkkinen och Hilkka-Liisa Vuori i Cantus sororum, Helsinki 2015.